# Mestize

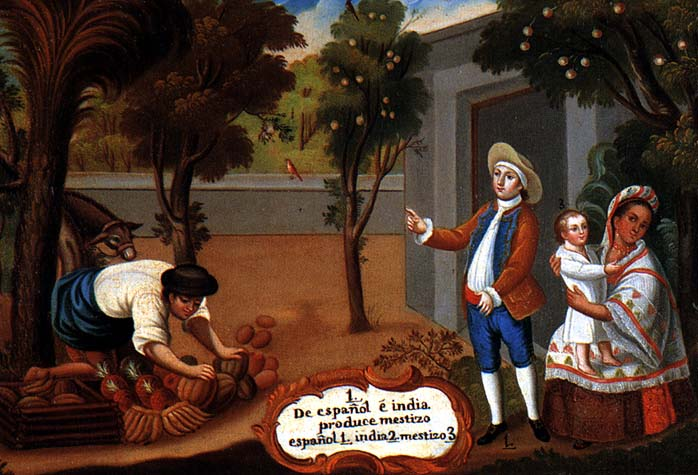
Mestizen auf einem kolonialen Bild über die verschiedenen Kasten in Lateinamerika. De español e india, produce mestizo (Ein Spanier und eine Indianerin zeugen einen Mestizen).

Mestize (französisch métis, portugiesisch mestiço, spanisch mestizo, englisch mestee; von spätlateinisch mixticius „Mischling“) bezeichnet im Deutschen die Nachfahren von Europäern und der indigenen Bevölkerung vor allem Lateinamerikas.
Die Bezeichnung entstammt den romanischen Sprachen und kam in der Zeit des Kolonialismus auf. Der heutige Sprachgebrauch unterscheidet sich in verschiedenen Ländern und Sprachen zum Teil erheblich. Im Brasilianischen kann mestiço als „Mischling“ übersetzt werden oder sich speziell auf die Nachkommen europäischstämmiger und afrobrasilianischer Eltern beziehen. Auch in den französischsprachigen Gebieten Lateinamerikas wird der Begriff sowohl für „Mischlinge“ mit Indigenen als auch mit Schwarzen verwendet.

## Die Bezeichnung „Mestize“ im deutschen Sprachraum
Im Deutschen wendete man früher die Bezeichnung für Nachfahren von Weißen und Indigenen in Lateinamerika an, während Nachkommen eines schwarzen und eines weißen Elternteils als Mulatten bezeichnet wurden.
Heutzutage wird allgemein eine Bezeichnung verschiedener Phänotypen des Menschen (im allgemeinen Sprachgebrauch auch „Rassen“) als politisch nicht korrekt abgelehnt. Nach Ansicht von Kritikern entstammt die Bezeichnung „Mestize“ der Kolonialzeit und seinerzeitigen anthropologischen und rassentheoretischen Vorstellungen. Als Unterform der Bezeichnung „Mischling“ wird Mestize als rassistisch klassifiziert.

## Spanischsprachiges Lateinamerika und Karibik

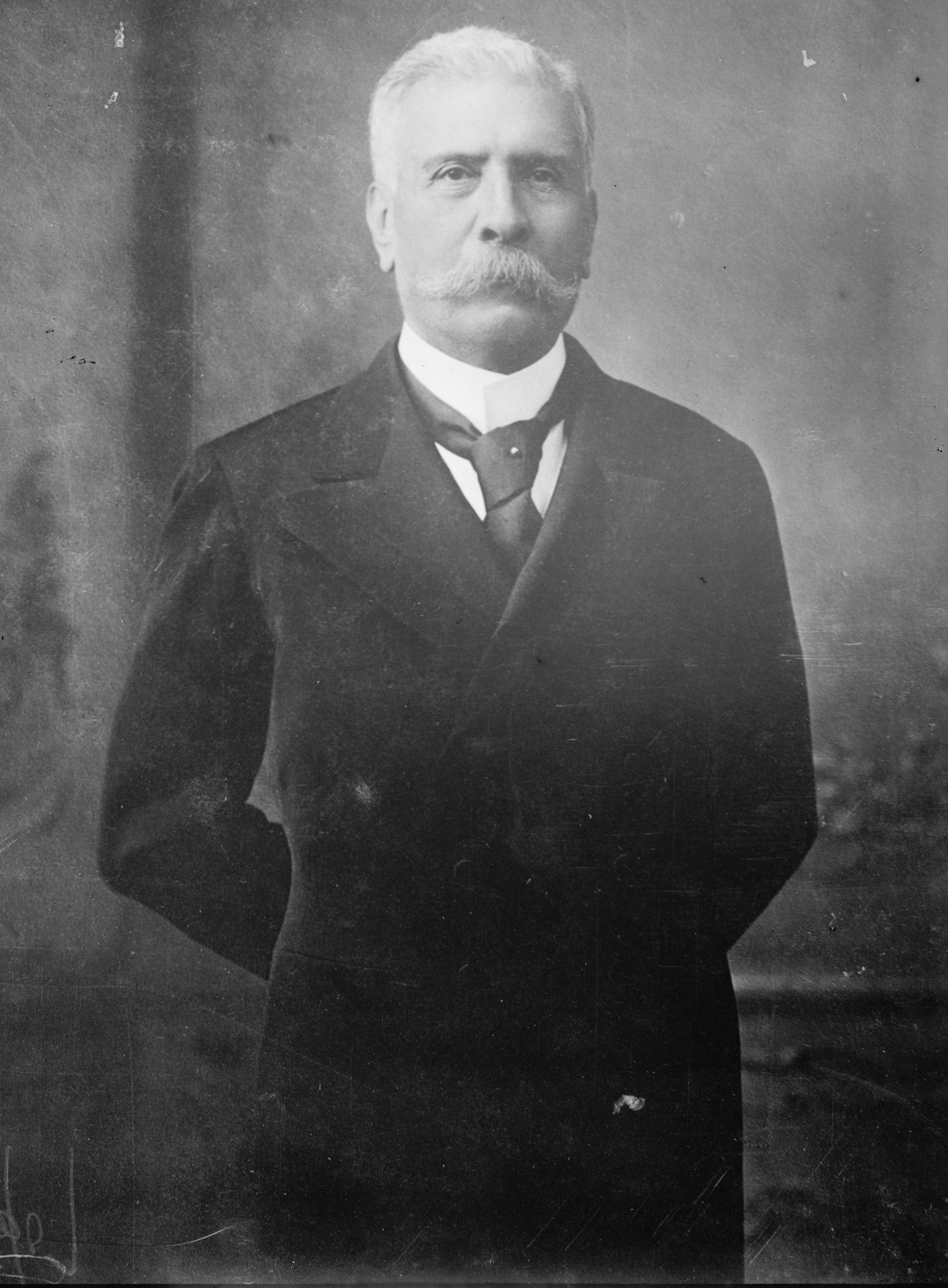
Porfirio Díaz, langjähriger mexikanischer Präsident zwischen 1876 und 1911, war europäisch-indianischer Herkunft

Im Kastensystem des kolonialen Lateinamerika (System der castas) wurden ursprünglich Kinder, bei denen ein Elternteil europäischer und der andere indianischer Herkunft war, mestizo genannt. Auch Kinder, deren beide Eltern Mestizen waren, erhielten diese Bezeichnung, während für Kinder mit einem anderen Mischungsverhältnis andere Bezeichnungen verwendet wurden, wie zum Beispiel castizo, cuarterón de indio und cholo. Heutzutage werden alle Menschen mit europäischen und indianischen Vorfahren Mestizen genannt, die Bezeichnung wird jedoch je nach Region entweder als diskriminierend oder rassistisch empfunden, anderenorts aber auch als Eigenbezeichnung verwendet. Für Personen afrikanisch-europäischer Herkunft verwendet man andere Bezeichnungen wie Mulatte oder morena (weibliche Form) bzw. moreno (männliche Form).
In Chile und Costa Rica werden Mestizen und Menschen europäischer Herkunft als eine Volksgruppe gezählt. Genetische Untersuchungen haben ergeben, dass 65 % der Chilenen indianische und europäische Vorfahren haben, aber auch Personen mit rein spanischer Abstammung sind keine Seltenheit. In Argentinien liegt der Anteil von Menschen mit gemischter Herkunft nach genetischen Untersuchungen bei 56 %, jedoch ist der Anteil indianischer Merkmale nur bei 13 % deutlich. Mestizo werden hier nur die gemischten Nachkommen von Indianern und Afrikanern genannt. Die Einwohner Puerto Ricos sehen sich als weiße Bevölkerungsgruppe, obwohl nach genetischen Untersuchungen mindestens 60 % indianische Vorfahren haben. Die ethnisch-nationale Bezeichnung Puertoricaner hat hier eine größere Bedeutung als eine ethnisch-rassische Zuordnung. In Honduras, Panama und geringerem Maße Mexiko haben die Mestizen auch einen Anteil afrikanischer Abstammung.
In Mexiko und Peru wird mestizo auch im kulturellen Sinne verwendet. Als mestizo werden Personen bezeichnet, die nach traditioneller indianischer Weise leben, z. B. mit Kleidung, Gebräuchen oder indianischen Sprachen. Außerdem werden die meisten afrikanischstämmigen Mexikaner als mestizo bezeichnet aufgrund ihres Festhaltens an afrikanischen Traditionen, weniger aufgrund ihrer Herkunft. Ansonsten werden sie oft als ladino bezeichnet, entsprechend den „europäischen“ Einwohnern. Diese kulturelle Zuordnung führt teilweise zu Irritationen bei der Einteilung der Bevölkerung nach der Herkunft, im Falle Mexikos entsteht so ein Mestizenanteil von bis zu 80 %, da die indianische Bevölkerung einfach dazugezählt wird. Die Zahlen von Peru und Mexiko sind ohnehin nur Schätzungen, da bei Volkszählungen kein Unterschied bei der ethnischen Zugehörigkeit gemacht wird. Die Muttersprache der Mehrzahl der Mestizen ist Spanisch (in Belize Englisch).
In den meisten lateinamerikanischen Ländern stellen Mestizen die Bevölkerungsmehrheit oder einen großen Bevölkerungsanteil:
| - Paraguay – 95 % - Costa Rica – 94 % Europäer und Mestizen - El Salvador – 90 % - Guatemala – 56 % - Honduras – 90 % - Venezuela – 75–80 % Mestizen und Mulatten | - Panama – 65–70 % - Chile – 65 % - Nicaragua – 69 % - Ecuador – 65 % - Mexiko – 60 % - Kolumbien – 58 % (+14 % mulatto) | - Belize – 49 % - Peru – 44 % - Bolivien – 30 % - Kuba – 26,6 % gemischte Herkunft - Argentinien – 13 % - Uruguay – 8 % |

## Brasilien
In Brasilien wird das Wort mestiço allgemein für Menschen gemischter Herkunft verwendet. Ihr Anteil an der Bevölkerung wird mit 38,5 % angegeben. Menschen mit europäisch-indianischer Abstammung nennt man caboclos oder etwas veraltet mamelucos, Personen afrikanisch-indianischer Herkunft cafuso/cafuzo. Der 27. Juni wird im brasilianischen Bundesstaat Amazonas als Dia do Mestiço (Tag des Mestizen) begangen.

## Kanada

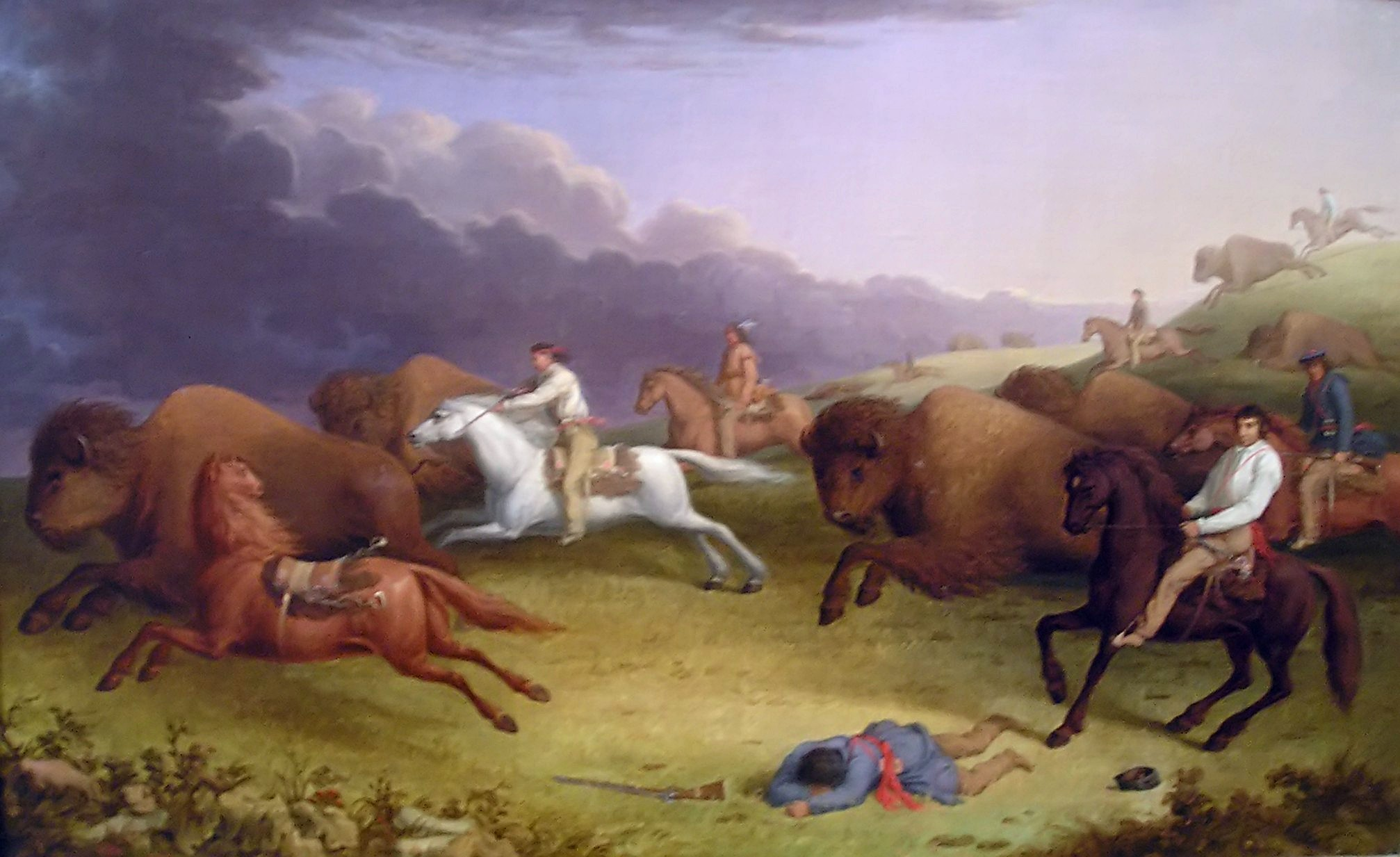
Métis auf der Büffeljagd

In Kanada sind die Métis als eigene ethnische Gruppe anerkannt. Sie gelten als Ureinwohner Kanadas, nicht aber als First Nation, womit sie rechtlich eine Sonderstellung haben. Sie sind die Nachkommen von Indianern, hauptsächlich Cree, Ojibway und Saulteaux, und französischen und englischen Einwanderern. Ihre Geschichte reicht bis in das 17. Jahrhundert zurück. Als eigenes Volk wurden sie im frühen 18. Jahrhundert anerkannt. Sie leben in Manitoba, Alberta und Saskatchewan, Teilen Ontarios, British Columbias und der Nordwest-Territorien und in Teilen der nördlichen USA, wie North Dakota und Montana. Traditionell sprechen sie die Mischsprache Michif, die aus Französisch und der Sprache der Cree entstand. In Kanada leben laut der Volkszählung von 2001 etwa 292.000 Métis. Die Anzahl der Métis wird auf insgesamt 300.000 bis 700.000 geschätzt.

## Vereinigte Staaten von Amerika
In den USA werden Nachkommen von Europäern und Indianern, die aus Lateinamerika stammen, als mestizo bezeichnet, während man für „Einheimische“ die Bezeichnung mixed-blood verwendet. Heute als indigene Gruppen anerkannte Ethnien sind die Genízaros, die von hispanisierten Indianern und Spaniern abstammen, die gemischt indianisch-europäisch-afrikanischen Lumbees aus North Carolina und die Ramapough Lenape Nation New Jerseys sowie die Schwarzen Seminolen der Südstaaten. Die allgemeine Bezeichnung lautet multiracial. Ein Teil der mexikanischen US-Amerikaner aus dem Südwesten der USA, der ursprünglich zu Mexiko gehörte, bezeichnet sich selbst als metizo, hier vor allem die Gruppe der Chicano.
Von den über 35 Millionen Hispanics, die in der Volkszählung 2000 in den USA gezählt wurden, bezeichneten sich 42,2 % als „einer anderen Rasse“ angehörig, 47,9 % ordneten sich zu den Weißen Hispanics ein. Aus mehreren Rassen stammend bezeichneten sich 6,3 % der Hispanics.
Eine historische Persönlichkeit mit mixed-blood in den USA war zum Beispiel Jean Baptiste Charbonneau, der mit seiner indianischen Mutter Sacagawea auf einer Dollarmünze abgebildet wurde.
Im amerikanischen Südosten gibt es viele Mestee-Gruppen. Die meisten sind klein, aber einige, wie die Lumbee und die Melungeon, umfassen viele Mitglieder. Die Melungeon sind eine Volksgruppe, die in den Appalachen lebt. Ihre Angehörigen stammen von mehreren Volksgruppen ab, vermutlich von Europäern, Afrikanern und Indianern.

## Philippinen

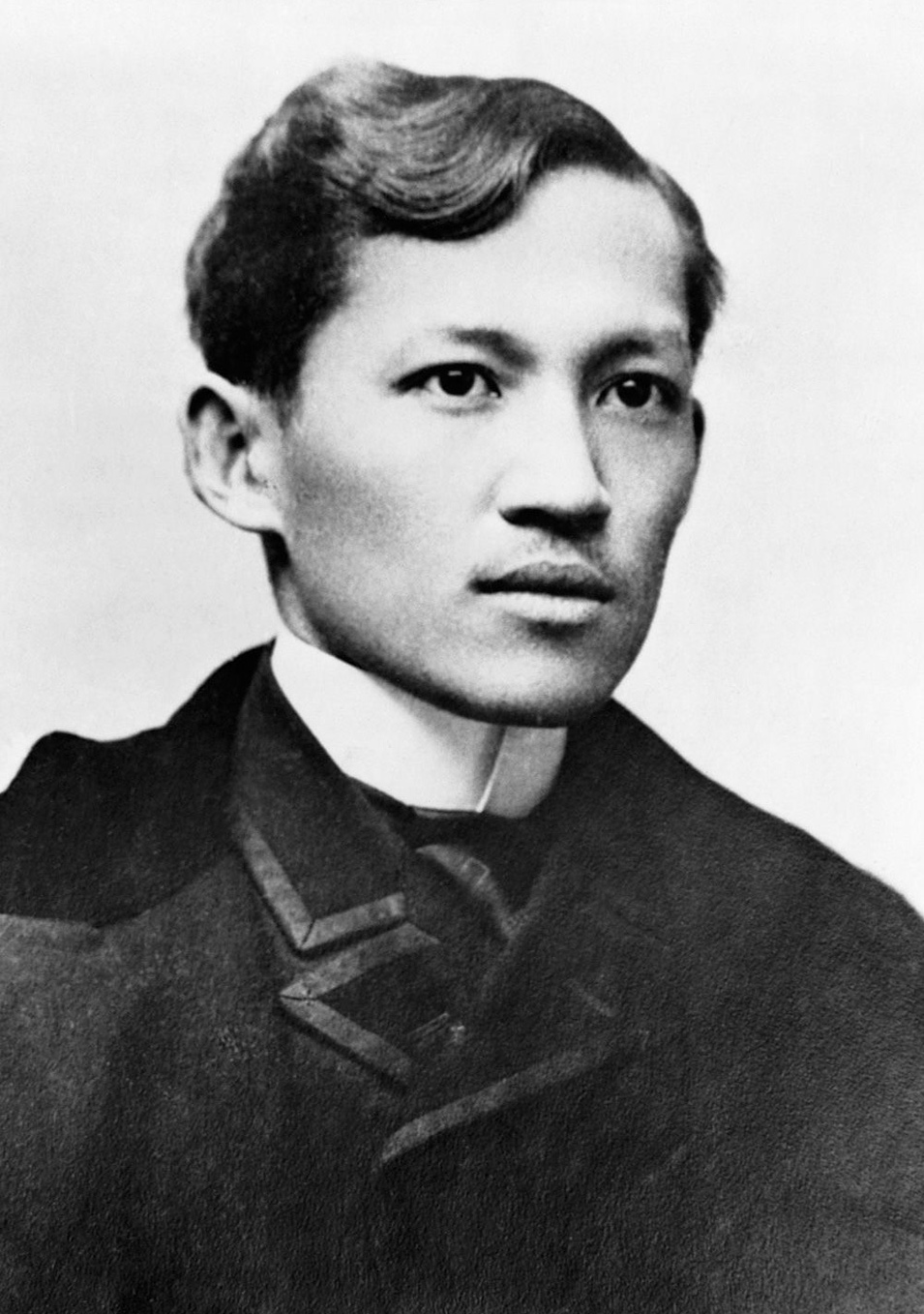
Chinesisch-philippinischer mestizo: José Rizal, Nationalheld der Philippinen

In der frühen spanischen Kolonialzeit bezeichnete mestizo nur Personen gemischter philippinisch-spanischer oder philippinisch-mexikanischer Herkunft. Die Bedeutung änderte sich aber bald zu einem Synonym für „gemischte Rassen“. Heute gelten alle Filipinos mit Vorfahren aus unterschiedlichen ethnischen Gruppen als mestizos. Eine genetische Untersuchung ergab, dass 3,6 % der philippinischen Bevölkerung spanische, mexikanische oder andere europäische Vorfahren hat. Außerdem gibt es hier etwa 300.000 chinesisch-philippinische und 20.000 japanisch-philippinische Mestizen. Personen gemischt-asiatischer Herkunft werden auch chinito genannt. Andere Bezeichnungen für Personen chinesisch-philippinischer Herkunft sind sangley oder tsinoy. Personen spanisch-chinesischer Herkunft werden Tornatras genannt. Auf den Philippinen, anders als in Lateinamerika, haben es die Mestizen schon früh geschafft, politische und wirtschaftliche Macht zu erlangen. Mit ein Grund war die nur kleine Gruppe von insulares, Filipinos rein spanischer Herkunft.
Im 19. Jahrhundert wurden die meisten Bewegungen und Revolten gegen die spanische Kolonialmacht von philippinischen Mestizen angeführt – genannt sei der Nationalheld José Rizal, ein philippinisch-chinesischer mestizo. Damit waren sie gut positioniert, um auch nach der Unabhängigkeit von den USA eine entscheidende Rolle zu spielen. Der erste Präsident der Ersten Philippinischen Republik, Emilio Aguinaldo, war chinesischer Filipino, der erste Präsident des Commonwealth der Philippinen, Manuel L. Quezón, spanischer Filipino.
Heute bilden die Mestizen eine der kleinsten Minderheiten der Philippinen, kontrollieren aber weiterhin Wirtschaft und Politik. Spanische Filipinos bildeten lange die Mehrheit der Ober- und Mittelschicht und mischten sich nur wenig mit anderen ethnischen Gruppen. Viele besetzen hohe Positionen in der Politik, Wirtschaft und Industrie, aber auch im Sport. Auch die chinesischen Filipinos gehören der Ober- und Mittelschicht an und kontrollieren weite Teile der philippinischen Wirtschaft.

## Osttimor

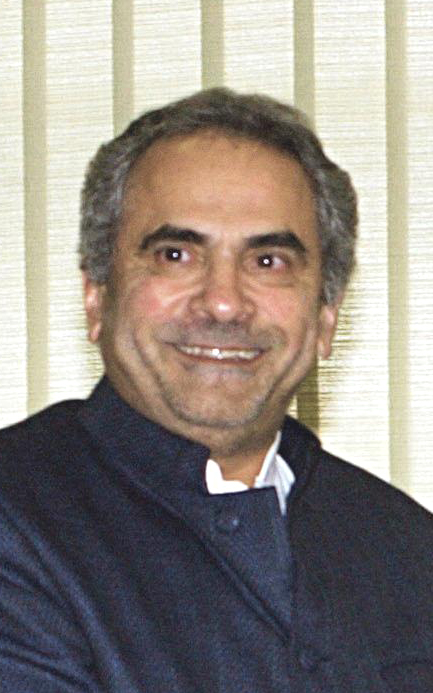
Osttimoresischer mestiço: Friedensnobelpreisträger José Ramos-Horta

Nachkommen aus Beziehungen zwischen Portugiesen und der ursprünglichen Bevölkerung Osttimors werden mestiços genannt. Wie auf den Philippinen haben die Mestizen hier großen Einfluss auf Wirtschaft und Politik. Sie gehörten bereits zur Kolonialzeit zur heranwachsenden Elite und hatten gelegentlich sogar Zugang zu portugiesischen Universitäten. So gründeten sie auch 1974 die ersten Parteien Osttimors. Der  Friedensnobelpreisträger José Ramos-Horta ist mestiço. Ebenso die einflussreiche Familie Carrascalão. 1.400 (Stand 2015) der gut eine Million zählenden Einwohner Osttimors nennen Portugiesisch als ihre Muttersprache. In Australien leben seit der Besetzung Osttimors durch Indonesien 1974 viele Osttimoresen. Andere sind nach Mosambik oder Portugal geflohen. Ein Teil kehrte mit Erlangung der Unabhängigkeit zurück in ihre alte Heimat.
Nach der großangelegten Invasion der Portugiesen ins Innere Timors 1642 nahm die Einwanderung der Topasse (auch Bidau oder schwarze Portugiesen genannt) nach Timor zu. Die Topasse waren Nachfahren von portugiesischen Soldaten, Seeleuten und Händlern, die Frauen von Solor und Larantuka heirateten. Sie bestimmten maßgeblich die Entwicklungen auf Timor im 17. und 18. Jahrhundert und kontrollierten den Sandelholzhandel. Unterstützt wurden sie dabei von den Dominikanern. Zentrum der Topasse wurde Lifau, die damalige Hauptbasis der Portugiesen auf Timor. Die Topasse bildeten im Kampf um die Herrschaft über die Insel zwischen Niederländern, Portugiesen und Timoresen einen wichtigen Machtfaktor. Die Administratoren der Distrikte waren am Ende der portugiesischen Kolonialzeit fast ausschließlich Mestizen. Nur einer der 13 war Europäer.
Die portugiesische Kreolsprache Osttimors, Português de Bidau, starb in den 1960ern aus. Die Sprecher verwendeten nach und nach öfter das Standard-Portugiesisch. Bidau wurde nahezu nur von den Topasse im Stadtteil Bidau, im Osten der Hauptstadt Dili gesprochen.

## Sri Lanka
Auch in Sri Lanka wurden Nachkommen von Portugiesen und Einheimischen (Singhalesen und Tamilen) mestiço oder casados genannt. Ihre Geschichte beginnt im 16. Jahrhundert, nachdem Vasco da Gama den Seeweg nach Indien entdeckt hatte. Als die Niederländer die Küsten des damaligen Ceylon eroberten, suchten die mestiços Zuflucht im Königreich Kandy, das im Landesinneren unter singhalesischer Kontrolle blieb. Im 18. Jahrhundert vermischten sich die mestiços teilweise mit Niederländern. Diese Nachkommen von Portugiesen, Niederländern, Tamilen und Singhalesen werden Burgher genannt (0,2 % der Bevölkerung). Einige von ihnen sprechen heute noch Portugiesisch, andere Niederländisch, weswegen zwischen niederländischen und portugiesische Burgher differenziert wird. In den ländlichen Regionen hatten die Portugiesen einen deutlichen Einfluss auf die Gesellschaft, Kultur und Verwaltung Sri Lankas. Mindestens 1000 Wörter der singhalesischen Sprache stammen aus dem Portugiesischen.

## Andere Länder in Asien

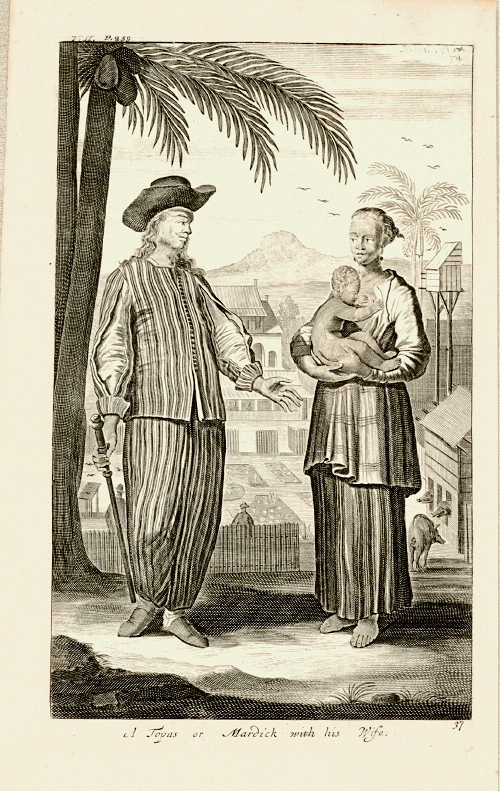
„A Topas or Mardick with his wife“ (J. Nieuhof im 17. Jahrhundert)

Etwa ein Prozent der Einwohner Macaus sind gemischter portugiesisch-chinesischer Herkunft. Hier wird diese Volksgruppe macaense genannt. Manchmal werden auch alle Einwohner Macaus als macaense bezeichnet. Die eigentlichen macaense bilden die wohlhabende Schicht in der ehemaligen portugiesischen Kolonie. Sie sprechen eine eigene Kreolsprache, die Patuá oder Macanesisch (Macaista Chapado) genannt wird. Viele macaense sind vor der Rückgabe Macaus an China 1999 nach Portugal, Australien, Brasilien, Kanada, Peru und die USA ausgewandert.
In Goa, dem ehemaligen Portugiesisch-Indien, wurden Nachkommen portugiesisch-indischer Eltern ebenfalls als mestiço bezeichnet. Heute werden sie trotz ihrer portugiesischen Abstammung Anglo Indians genannt, zu denen alle gezählt werden, deren männliche Vorfahren in direkter Linie Europäer waren.
In Malakka, das über hundert Jahre unter portugiesischer Herrschaft stand, lebt noch heute eine Minderheit, die eine portugiesische Kreolsprache spricht. Auch Traditionen, wie das Intrudu (ein Wasserfest zum Beginn der christlichen Fastenzeit), der traditionelle Tanz Branyu und das Straßenfest Santa Cruz existieren bis heute.
Weitere portugiesischstämmige Mestizen in Südostasien leben auf der indonesischen Insel Flores.
1665 wurde von der Niederländischen Ostindienkompanie auf Kisar ein Militärstützpunkt errichtet. Gemeinsame Nachkommen der europäischen Soldaten und Einheimischen leben noch heute auf der Insel. Deutlich unterscheidbar von der ursprünglichen Bevölkerung sind die Mestiezen van Kisar aufgrund ihrer europäischen Familiennamen: Joostenz, Wouthyusen, Caffin, Lerrick, Peelman, Lander, Ruff, Bellmin-Belder, Coenradi, van Delsen, Schilling und Bakker. Die Bezeichnung Mestize wird hier noch mit Stolz getragen. Das niederländische Pendant zu den portugiesischen Topasse (siehe Kapitel Osttimor) im westlichen Timor und seinen Nachbarinseln waren die Mardick.

## Afrika

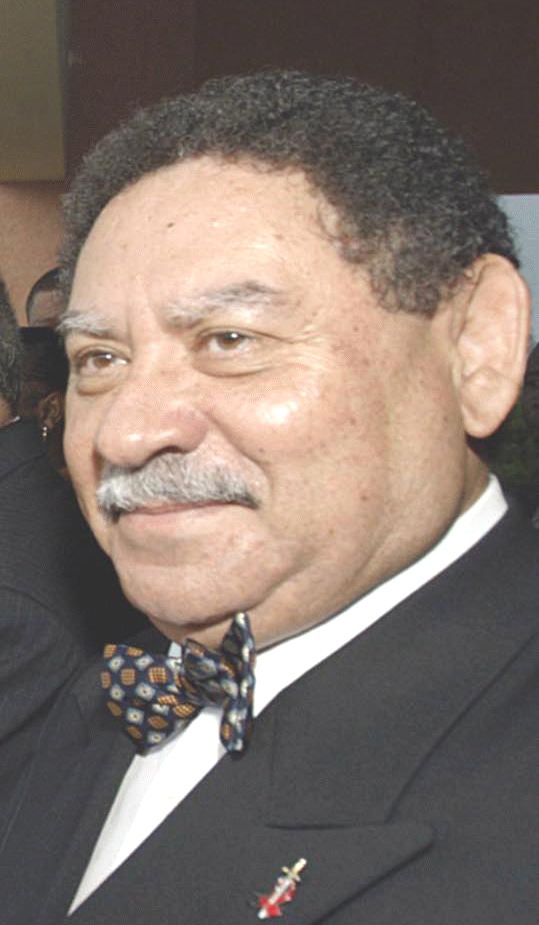
Afrikanisch-portugiesischer mestiço: Fradique de Menezes, früherer Präsident von São Tomé und Príncipe

Die Inselgruppen São Tomé und Príncipe und Kap Verde waren vor den portugiesischen Entdeckungsfahrten unbewohnt. Ab dem 15. Jahrhundert besiedelten die Portugiesen die Inseln und brachten schwarzafrikanische Sklaven aus Benin, Gabun, dem Kongo und Angola mit. Heute sind die Einwohner in ihrer großen Mehrheit mestiço (auch crioulo), gemischter sub-saharanisch-afrikanisch-portugiesischer Herkunft (auf Kap Verde 71 %).
Auch in den ehemaligen portugiesischen Kolonien auf dem afrikanischen Festland Angola (2 %), Guinea-Bissau (< 1 %) und Mosambik (0,2 %) bilden mestiços kleine, aber wichtige Minderheiten.
Im frankophonen Afrika werden Personen afrikanisch-europäischer Abstammung métis genannt. In keinem Land ist ihr Anteil an der Bevölkerung höher als ein Prozent.